# أريكو
بلدية أريكو (بالإسبانية: Arico) هي بلدية تقع في مقاطعة سانتا كروث دي تينيريفه التابعة لمنطقة جزر الكناري جنوب غرب إسبانيا.

## الديموغرافيا
بلغ عدد سكان بلدية أريكو 7.924 نسمة عام 2011 (وفقاً للمعهد الوطني للإحصاء الإسباني).
| 5.064 | 5.115 | 6.653 | 7.159 | 7.565 | 7.850 | 7.924 |

## أعلام
- ديفيد أمارال